# Mistrovství světa v malém fotbale žen FIF7
Mistrovství světa v malém fotbale žen FIF7 se koná se od roku 2018 a pořádá ho Federation Internationale de Football 7 (FIF7). První ročník se odehrál v roce 2018 v Curitibě v Brazílii. Na posledním šampionátu v Mexiku v září 2023 zvítězili reprezentantky Mexika.

## Turnaje
| Rok  | Hostitel                  | Finále   | Finále             | Finále             | Zápas o     | Zápas o | Zápas o      |
| Rok  | Hostitel                  | Vítěz    | Skóre              | Poražený finalista | Třetí místo | Skóre   | Čtvrté místo |
| ---- | ------------------------- | -------- | ------------------ | ------------------ | ----------- | ------- | ------------ |
| 2018 | Brazílie (Curitiba)       | Brazílie | 1 – 1 (2 – 0) pen. | Kolumbie           | Mexiko      | 5 – 3   | Argentina    |
| 2019 | Itálie (Řím)              | Brazílie | 0 – 0 (3 – 2) pen. | Rusko              | Argentina   | 3 – 0   | Itálie       |
| 2021 | Brazílie (Rio de Janeiro) | Rusko    | 4 – 2              | Brazílie           | Mexiko      | 6 – 1   | Kolumbie     |
| 2023 | Mexiko (Puebla)           | Mexiko   | 3 – 1              | Brazílie           | Chile       | 3 – 2   | Salvador     |
| 2025 | Brazílie (Curitiba)       |          |                    |                    |             |         |              |

## Medailový stav podle zemí do roku 2023 (včetně)
| Pořadí | Země      | Zlato | Stříbro | Bronz | Celkem |
| 1.     | Brazílie  | 2     | 2       | 0     | 4      |
| 2.     | Mexiko    | 1     | 0       | 2     | 3      |
| 3.     | Rusko     | 1     | 1       | 0     | 2      |
| 4.     | Kolumbie  | 0     | 1       | 0     | 1      |
| 5.     | Argentina | 0     | 0       | 1     | 1      |
| 5.     | Chile     | 0     | 0       | 1     | 1      |